# Croyland Abbey

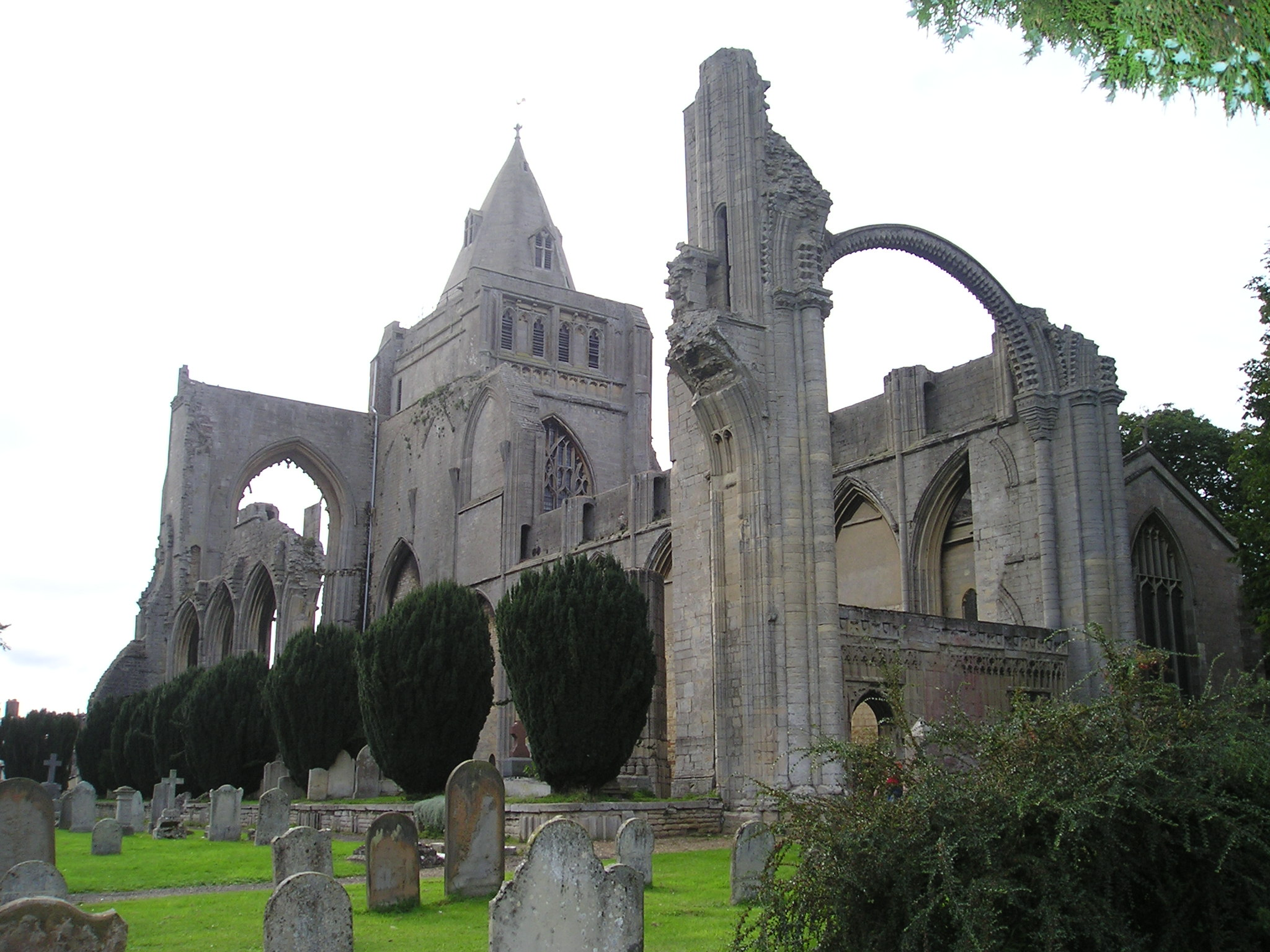
Die ehemalige Abteikirche aus südöstlicher Sicht

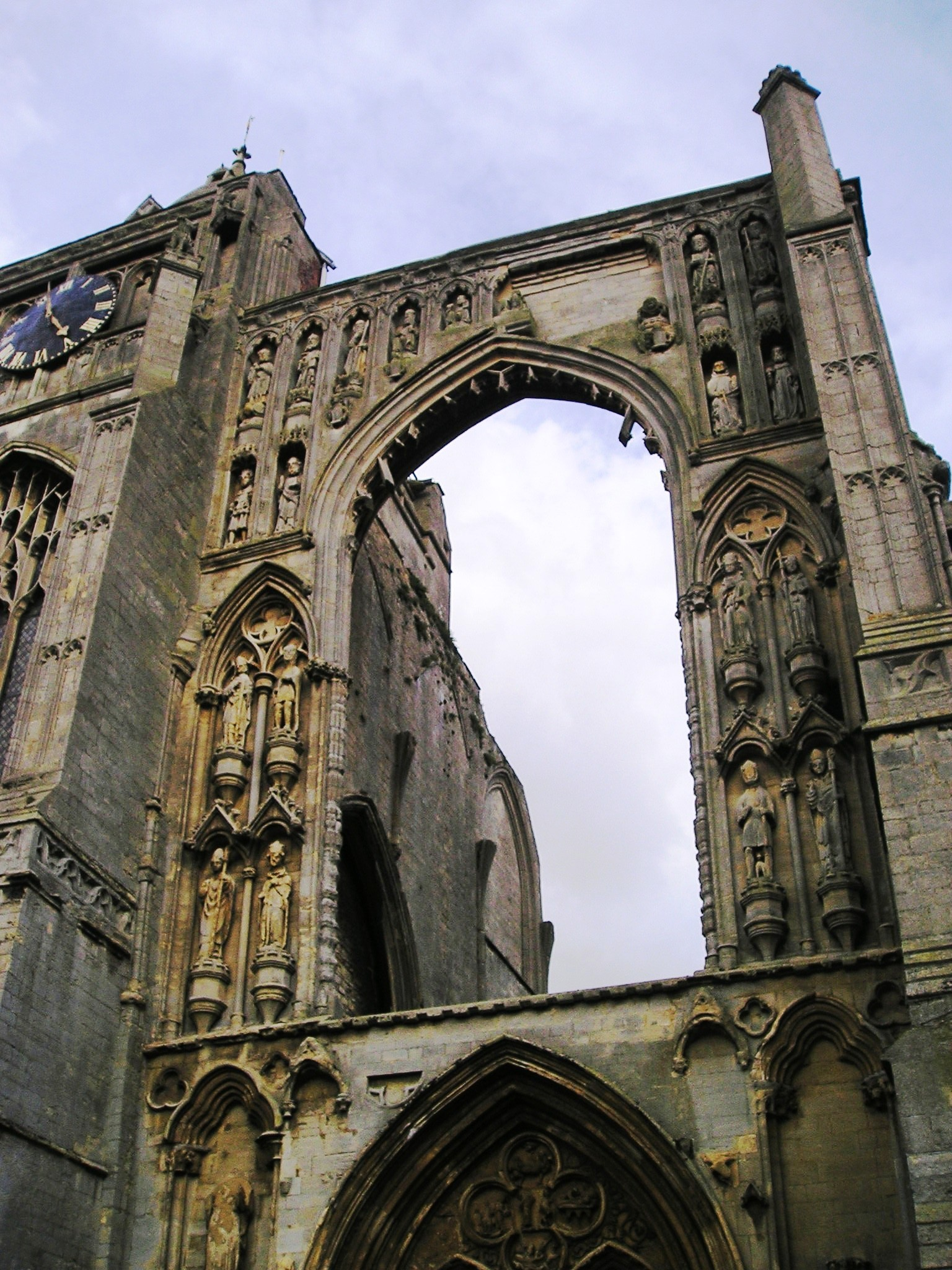
Reste des westlichen Abschlusses des Mittelschiffes

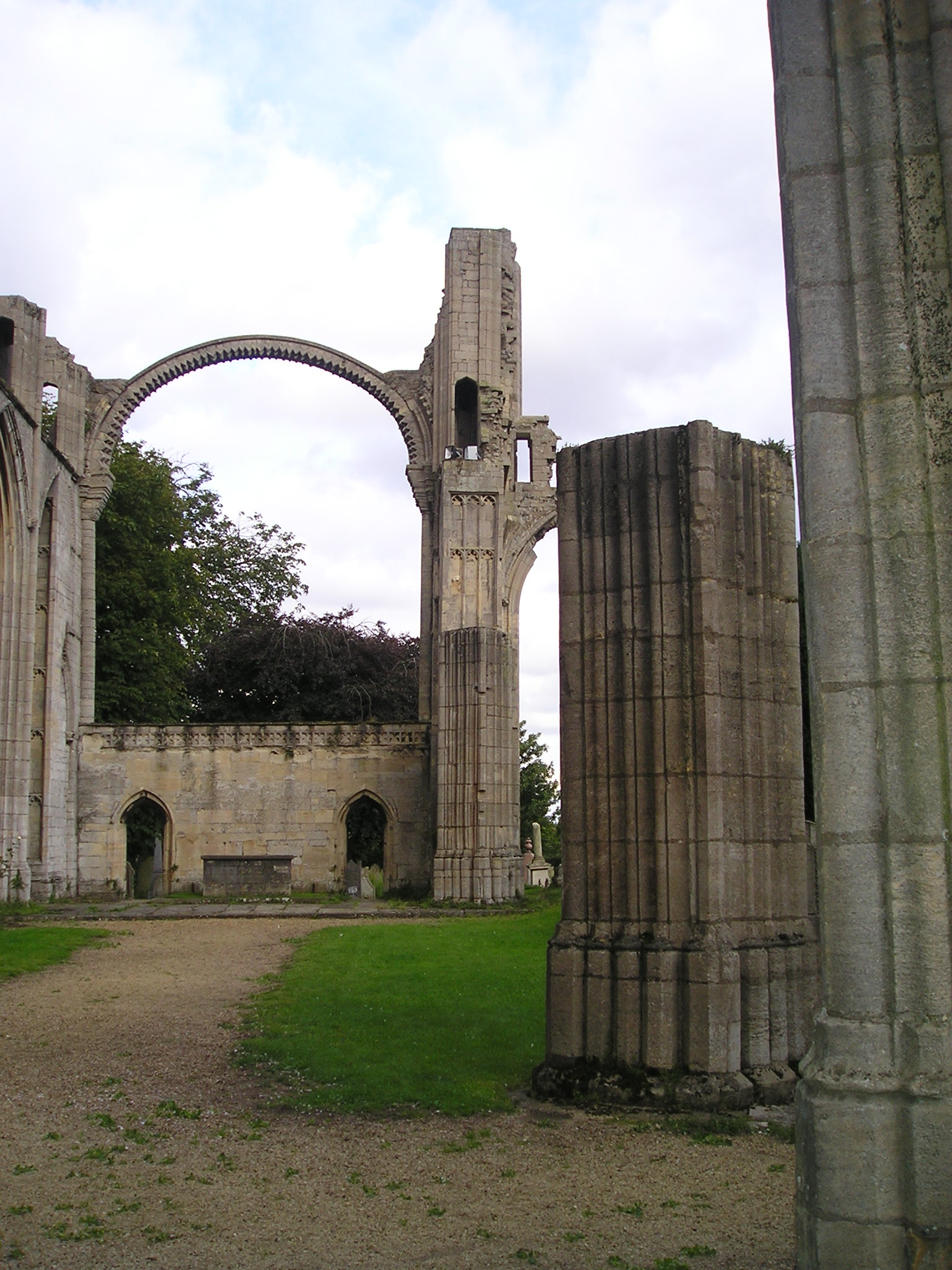
Blick zum Chorbogen des Mittelschiffs

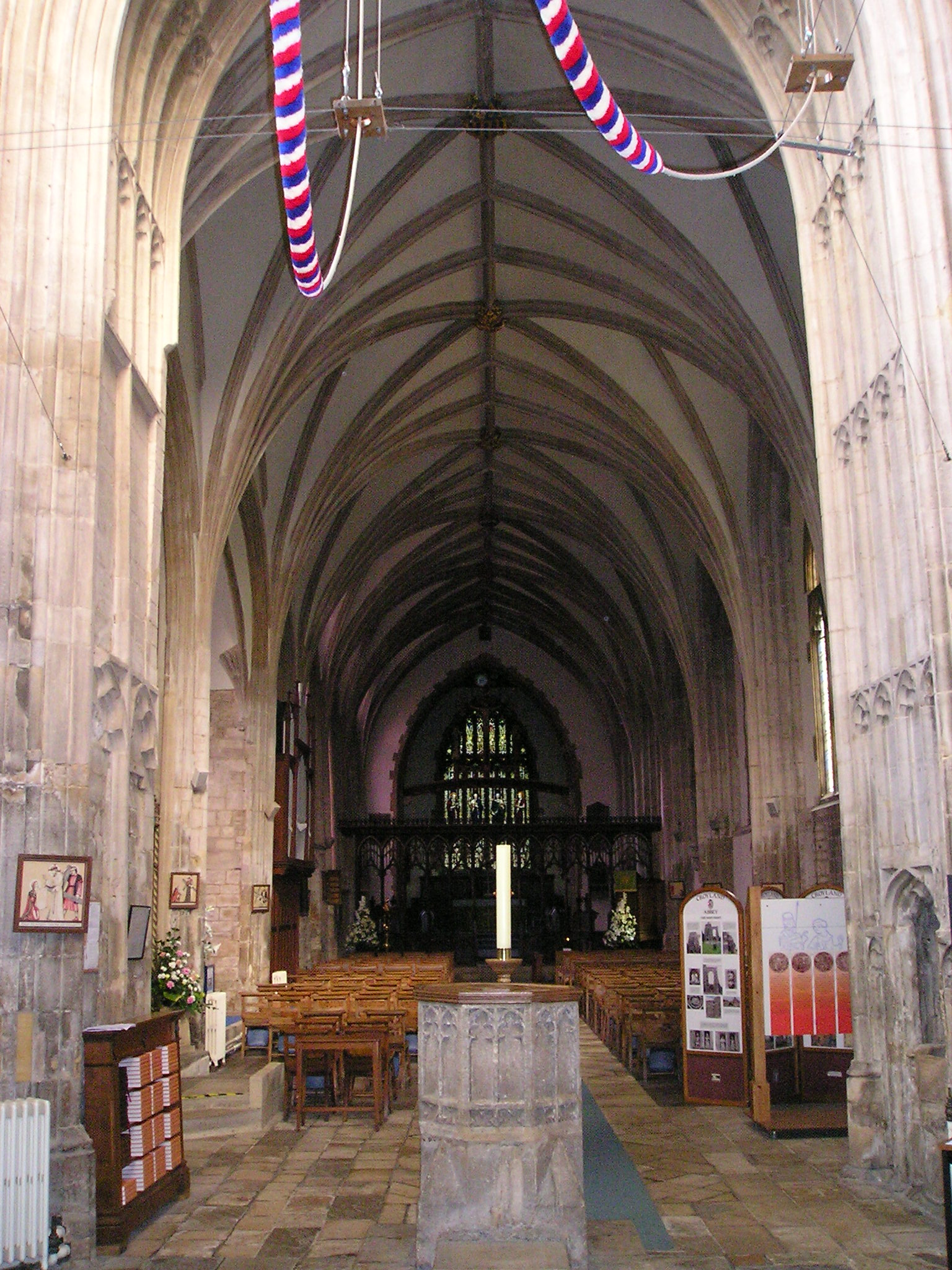
Das noch intakte nördliche Seitenschiff

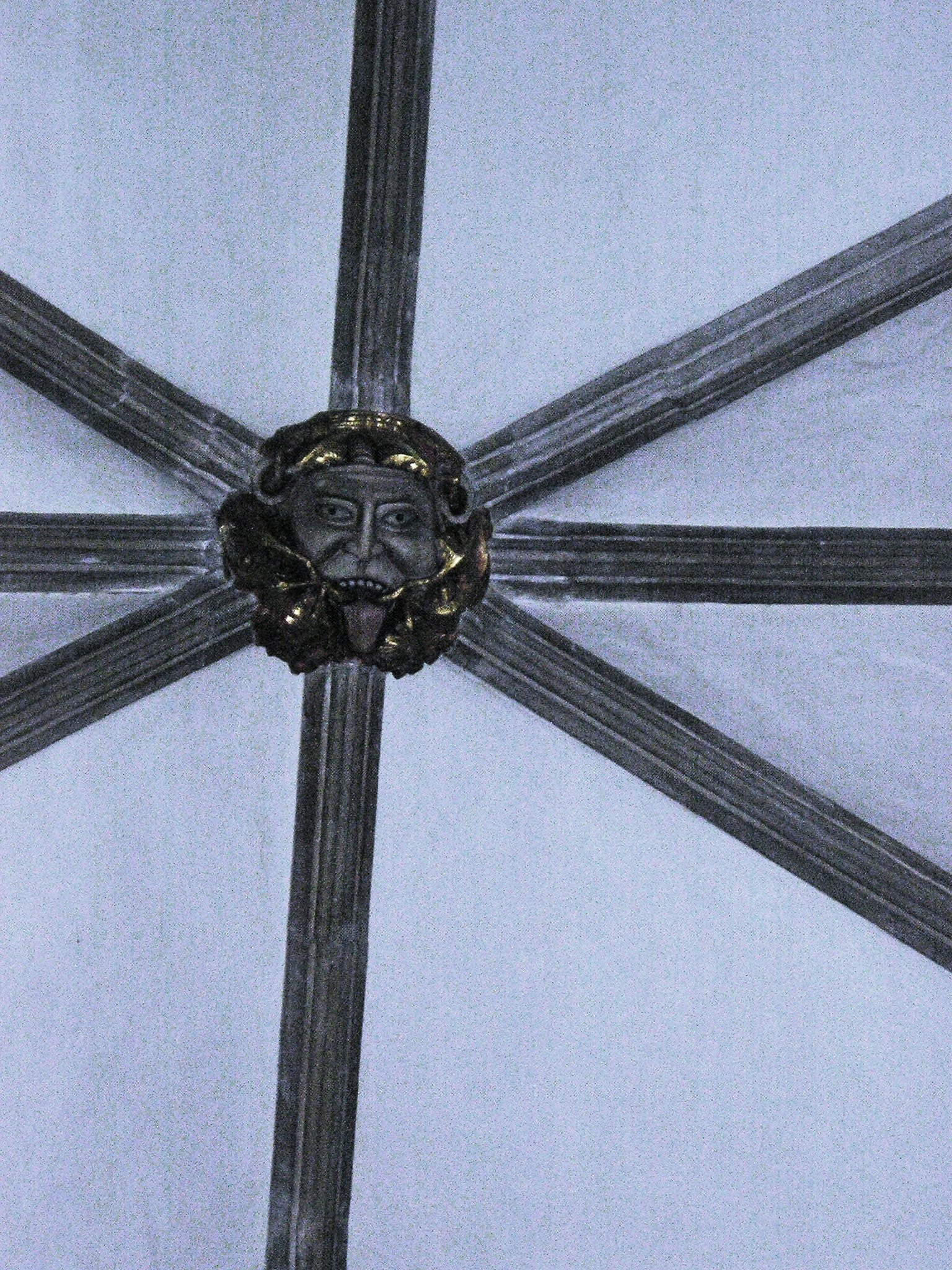
Der „Green man“-Gewölbeschlussstein

Croyland Abbey (seit der Auflösung der englischen Klöster im 16. Jahrhundert auch Crowland Abbey, Latein: Croilandia) war früher ein Benediktinerkloster und ist heute eine Pfarrkirche der Church of England in Crowland, Lincolnshire, England. Das Gebäude ist ein Grade I listed building.

## Geschichte
Die Abtei wurde ab 716 von Æthelbald, König von Mercia, zu Ehren des hl. Guthlac erbaut. Dieser, Sohn eines mercischen Edelmannes, zog sich als Mönch 699 in die Einsamkeit des heutigen Crowland zurück, damals eine unbewohnte Insel in sumpfiger Umgebung, wo er sich eine Eremitenzelle errichtete und 714 starb. Croyland Abbey wurde der Jungfrau Maria, dem Apostel Bartholomäus und dem heiligen Guthlac geweiht. Im dritten Viertel des 10. Jahrhunderts kam Crowland in den Besitz des Adligen Turketel, einem Verwandten Osketels, der Erzbischof von York war. Der Kleriker Turketul wurde Abt und stattete Croyland mit umfangreichem Grundbesitz aus. Es wird angenommen, dass Croyland um diese Zeit die Benediktiner-Regel übernahm. Im 11. Jahrhundert war Hereward the Wake ein Pächter der Abtei.
Das Sumpfland um die Insel wurde von den Mönchen trockengelegt, und nach und nach wuchs in der Nähe der Abtei eine Siedlung heran, die von der Abtei lebte. Im Besitz der Abtei befand sich um 870 auch die älteste bekannte Windmühle Mitteleuropas. Im Laufe der Jahrhunderte wurde die Abtei dreimal mehr oder weniger zerstört, so 870 durch die Dänen sowie 1091 und 1170 durch Feuersbrunst. Von da ab verlief die Entwicklung des Klosters bis zu seiner Auflösung im 16. Jahrhundert auch wegen seiner vergleichsweise isolierten Lage ungestört; das Grab des hl. Guthlac zog Pilger auch aus den höchsten Schichten an, die Croyland zu einem reichen Konvent und einem der bedeutendsten Klöster Englands machten. Bald hatte die Abtei Grundbesitz in sechs Grafschaften. Der Reichtum ermöglichte den Neubau einer stattlichen Kirche, wovon das heute nur noch ruinenhafte Westwerk und das die Zeiten überdauernde Nordschiff Zeugnis geben. Die mit einem großen Fenster, mit Arkaden und mit Figurenschmuck versehene Westfassaden-Ruine im Decorated Style geht auf Bauphasen des 12./13. (unterer Bereich) und 14./15. Jahrhunderts (oberer Bereich) zurück. Das Nordschiff und den Turm errichtete der 1427 gestorbene Benediktinermönch und Maurermeister William von Wermington.
Im Jahre 1537 schrieb der Abt von Croyland an Thomas Cromwell und sandte ihm einen Fisch als Geschenk: „ryght mekely besychinge yowr Lordshippe favourably to accept the same fyshe, and to be gude and favourable Lord unto me and my poore House.“ Trotz dieses Versuchs wurde die Abtei 1539 aufgelöst. Die Klostergebäude, einschließlich des Chores, der Querschiffe und der Vierung der Kirche, scheinen ziemlich schnell abgerissen worden zu sein, aber das Langhaus wurde seitdem als Pfarrkirche genutzt. Während der Regierungszeit von König Edward VI. erhielt Lord Edward Clinton Croyland als Besitz, danach die Familie Hunter.
Während des Englischen Bürgerkriegs wurden die Reste der Abtei befestigt und mit einer royalistischen Garnison unter Thomas Stiles belegt. Nach einer kurzen Belagerung wurde die ehemalige Abtei im Mai 1643 von Parlamentstruppen unter Oliver Cromwell eingenommen, dabei scheint die Struktur der Abtei schwer beschädigt worden zu sein. Das Dach des Kirchenschiffs stürzte 1720 ein, die Ruine diente fortan den Ortsbewohnern als Steinbruch, die südliche Hauptmauer wurde 1744 abgerissen. Nur das Nordschiff wurde saniert und überlebte als Pfarrkirche – in dieser Funktion diente das Seitenschiff schon vor der Reformation. Seitdem gehört der Sakralbau der anglikanischen Gemeinde Crowland.
Croyland ist Historikern als die wahrscheinliche Heimat der Historia Croylandensis des Pseudo-Ingulf weithin bekannt, die von einem seiner Mönche begonnen und von mehreren anderen Händen fortgesetzt wurde.

## Ausstattung des Nordschiffes
- Der Lettner wird dem Klosterbruder Simon Eresby im 15. Jahrhundert zugeschrieben.
- Von den farbigen Glasfenstern des Mittelalters haben sich nur Reste erhalten.
- Bis zu seinem Diebstahl im Jahr 1982 befand sich in einem Kasten an der inneren Turmwand ein Schädel, der wahrscheinlich vom Abt Theodore stammte, der 850 am Altar erschlagen wurde. Der Schädel wurde 1999 anonym zurückgegeben.
- Sechs Gewölbeschlusssteine sind sehr gut erhalten, darunter ein „Green Man“, ein heidnisches Fruchtbarkeitssymbol.

## Bestattungen
- Waltheof II., Earl of Northumbria
- Ælfthryth of Crowland

## Glocken
Von der Croyland Abbey wird behauptet, dass sie die erste Kirche in England und eine der ersten auf der Welt sei, die ein gestimmtes Glockenspiel oder einen Glockenring hatte (um 986). Nach der Historia Croylandensis lieferte der Abt Egelric, der 984 starb, das Glockenspiel:
„Er ließ auch zwei große Glocken herstellen, die er Bartholomäus und Bettelm nannte, sowie zwei mittelgroße, die er Turketul und Tatwin nannte, und zwei kleine, denen er die Namen Pega und Bega gab. Der Lord Abt Turketul hatte zuvor eine sehr große Glocke namens Guthlac herstellen lassen, und als sie mit den zuvor genannten Glocken geläutet wurde, wurde dadurch eine exquisite Harmonie erzeugt, und es gab in jenen Tagen in ganz England kein derartiges Glockengeläut.“
Die Geschichten, die dem Abt Ingulf aus dem 11. Jahrhundert  zugeschrieben werden, gelten heute als Erfindungen des Pseudo-Ingulf aus dem 14. Jahrhundert, was Zweifel an der Entstehungsgeschichte der Glocken aufkommen lässt. Von den im Turm hängenden Glocken stammt eine aus dem 15. Jahrhundert, die übrigen sind jünger.

## Nachleben in der Dichtung
John Clare schrieb ein Sonett mit dem Titel Crowland Abbey, das erstmals 1828 in The Literary Souvenir veröffentlicht und 1835 in seinem letzten Buch The Rural Muse abgedruckt wurde.